# Elżbieta Rafalska
Elżbieta Rafalska, née Kajzer le 22 juin 1955 à Wschowa, est une femme politique polonaise membre de Droit et justice (PiS).

## Biographie
Elle se présente aux élections sénatoriales du 25 septembre 2005 dans la 8e circonscription. Avec 88 044 voix, soit le meilleur score des trois candidats élus, elle remporte un siège au Sénat, où elle devient présidente de la commission des Collectivités territoriales et de l'Administration publique.
En juin 2006, elle se voit désignée secrétaire d'État au ministère du Travail et doit alors abandonner ses fonctions parlementaires. Pour les élections législatives anticipées du 21 octobre 2007, elle postule dans la 8e circonscription, engrange 16 922 voix de préférence et fait ainsi son entrée à la Diète.
Elle est réélue lors des élections du 9 octobre 2011 avec 14 812 suffrages préférentiels. Elle remporte un troisième mandat à la Diète au cours des élections législatives du 25 octobre 2015, totalisant 22 989 votes préférentiels.
Le 16 novembre, Elżbieta Rafalska est nommée ministre de la Famille, du Travail et de la Politique sociale dans le gouvernement de la conservatrice Beata Szydło.